# Référendums en Ukraine
Les référendums législatifs, abrogatifs, révocatoires et constitutionnels sont possibles en Ukraine à l'initiative de la population, du parlement ou du président, la constitution Ukrainienne offrant un cadre légal à cette forme de démocratie directe.

## Fondements
L' article 69 de la constitution de 1996 établit que la volonté populaire s'exprime par le biais d'élections, de référendums et d'autres formes de démocratie directe. Les référendums peuvent avoir pour but d'approuver une loi, d'en abroger une existante, ou de modifier la constitution,. Une loi sur les référendums vient en compléter les détails de leurs mise en œuvre

## Organisation
Les référendums peuvent être initié par :
- Un vote des membres de la Rada, le parlement national, sur la proposition initiale d'au moins un tiers d'entre eux ou du président.
- Une initiative populaire ayant réunie les signatures d'au moins trois millions d'électeurs inscrits sur les listes électorales, recueillies en moins de trois mois dans au moins deux tiers des oblasts du pays, avec un minimum de 100 000 signatures par oblast. En 2019, un total de 30 056 127 électeurs sont inscrits sur les listes électorales, le seuil de trois millions équivalant ainsi à environ 10 % du total des inscrits[4],[5],[3].

Dans ce dernier cas, la Rada dispose d'un mois à partir de la validation du nombre requis de signatures dans le délai imparti par la Commission électorale pour statuer. Elle peut alors soit convoquer un référendum, soit voter elle même la proposition rendant l'organisation du scrutin inutile. Elle ne peut rejeter la mise à référendum que dans le cas d'une grave violation de la loi référendaire remettant en cause la collecte de signature, à l'exception du cas d'un référendum révocatoire à l'encontre du président ukrainien, auquel cas un vote favorable des deux tiers du total des membres de l'assemblée est requis.

### Révision constitutionnelle
Une révision de la constitution peut être adoptée par un vote de la Rada à la majorité absolue suivie d'un second vote à la majorité qualifiée des deux tiers de ses membres, si cette révision ne concerne pas les Titre I, III et VII. Ces derniers, qui portent respectivement sur les principes généraux de la constitution, sur les modalités d'organisation d'un référendum et sur la procèdure de révision en elle même ne peuvent être amendés que par voie référendaire. Un tel projet ne peut être proposé que par le président ou deux tiers des membres de la Rada, suivi d'un vote favorable des deux tiers du total des membres de la Rada prévu par la constitution, soit 300 députés sur 450. Un projet portant sur une même révision ne peut être présenté qu'une seule fois par législature de la Rada, dont le mandat est de cinq ans.

## Restrictions
Un référendum ne peut pas porter sur un projet de loi concernant les impôts, le budget ou une amnistie.
La constitution interdit les référendums constitutionnels portant sur une abolition ou une restriction des libertés et droits de l'Homme et du citoyen. Tout projet est ainsi obligatoirement soumis à l'avis conforme de la Cour Constitutionnelle
Le référendum est en revanche explicitement rendu obligatoire par l'article 73 pour toute modification du territoire national.

## Conditions de validité
La constitution ne prévoit pas de conditions particulières pour valider le résultat du référendum. La loi référendaire impose cependant de recueillir la majorité absolue des suffrages, y compris ceux blancs ou nuls, à laquelle s'ajoute un quorum de participation de 50 %. Dans le cas d'un référendum révocatoire à l'encontre du Président ou de la Rada, ce quorum s'élève au deux tiers du total des inscrits